# Tagsdorf
Tagsdorf (Dàgschdorf nel locale dialetto germanico) è un comune francese di 304 abitanti situato nel dipartimento dell'Alto Reno nella regione del Grand Est.

## Storia

### Simboli
Le candele evocano san Biagio, patrono della parrocchia; il tasso (Tags in dialetto locale) rappresenta il soprannome degli abitanti del paese.

## Società

### Evoluzione demografica
Abitanti censiti